# 제1대 멧칼프 남작 찰스 멧칼프

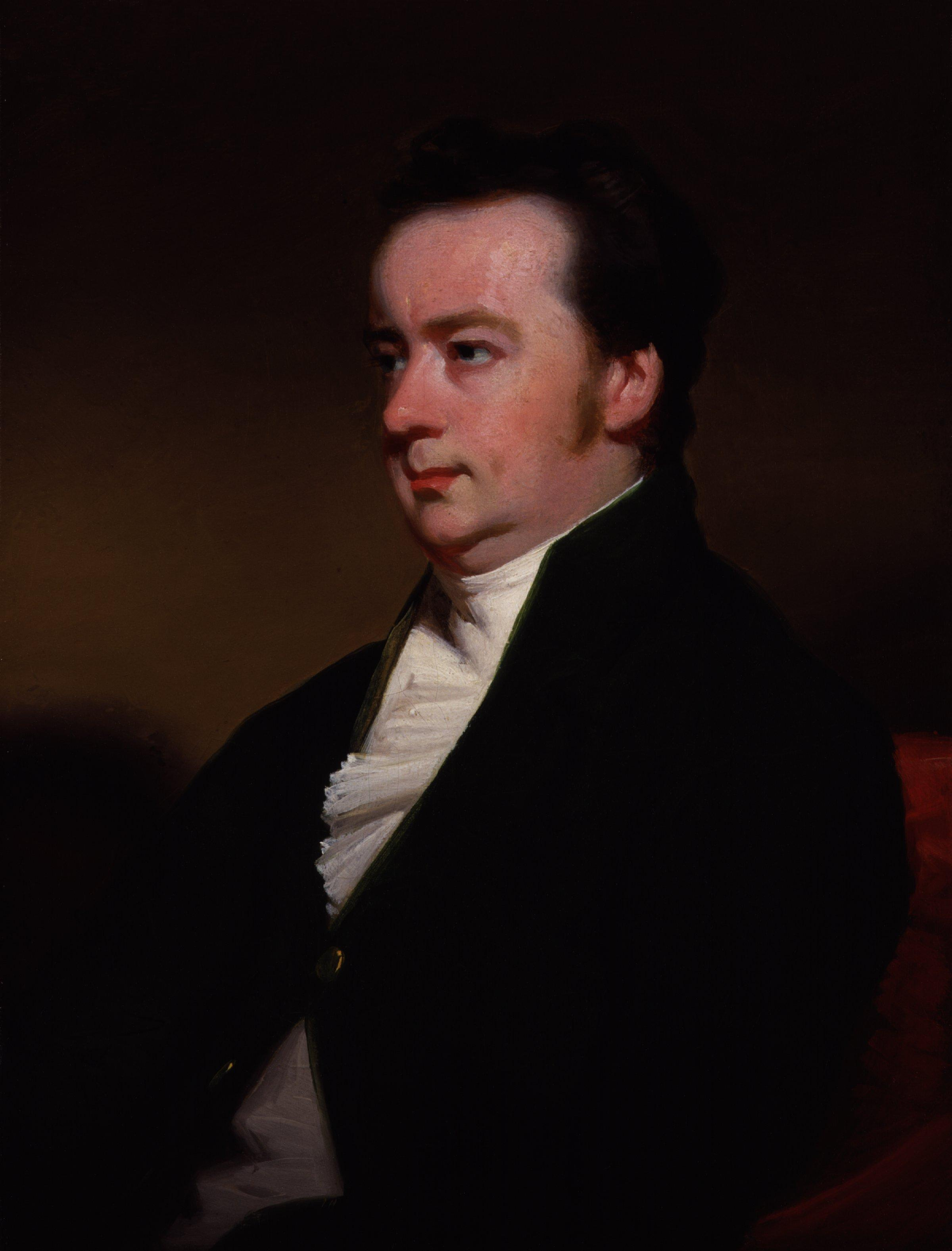
멧칼프 경

제1대 멧칼프 남작 찰스 테오필루스 멧칼프(Charles Theophilus Metcalfe, 1st Baron Metcalfe)는 영국의 대표적인 식민지 행정가로, 인도와 캐나다 등 여러 영국령 식민지에서 총독 및 고위 행정관을 역임하다. 찰스 멧칼프 경(Sir Charles Metcalfe)으로도 알려져있다. 자메이카 등 여러 영국 식민지에서 행정 경험을 쌓았으며, 최종적으로 남작위를 받았다.
멧칼프는 영국령 인도에서 총독 대행을 맡았으며, 이 시기에 언론의 자유 확대 등 개혁적인 조치를 시행해 긍정적인 평가를 받았다. 그의 이름을 딴 '멧칼프 홀'(Metcalfe Hall)이 인도 콜카타에 남아 있는데, 이는 1844년에 완공된 네오클래식 양식의 건물로 현재 박물관 등으로 사용되고 있다. 멧칼프는 인도에서 1년 남짓 총독으로 재임했지만, 언론 자유 조치 등으로 현지에서 좋은 이미지를 남겼다고 전해진다.
1843년부터 1845년까지 캐나다 총독(정확히는 캐나다 연합주 총독, Governor General of the Province of Canada)으로 재임하였다. 당시 영국 정부를 대표해 캐나다 식민지의 정무를 총괄했으며, 그의 재임 기간은 캐나다의 정치적 변화기와 맞물려 있었다.